# Despabílate amor
 Despabílate amor es una película de Argentina filmada en colores dirigida por Eliseo Subiela sobre su propio guion con poemas de Mario Benedetti que se estrenó el 3 de octubre de 1996 y que tuvo como actores principales a Darío Grandinetti, Soledad Silveyra y Juan Leyrado.

## Sinopsis
Un hombre con nostalgias de su época de adolescente ha descubierto en el rock, que practica todos los días, un remedio contra el envejecimiento. Quiere volver a ver a su antigua barra de amigos y pone en marcha el encuentro. Así llega a dar con Ernesto, un periodista cuarentón, exmilitante y ex exiliado que anda detrás de una misteriosa cubana. El film muestra dos caras: la evocación nostálgica y el retrato actual de los personajes de ayer colmado de emoción.

## Reparto
- Darío Grandinetti - Ernesto
- Soledad Silveyra - Ana
- Juan Leyrado - Ricardo
- Marilyn Solaya - Vera
- Gustavo Garzón - Patricio
- Emilia Mazer - Silvia
- Valentina Bassi - Liliana
- Manuel Callau - Cacho
- Laura Azcurra - Ana (joven)
- Diego Alcalá - Ernesto (joven)
- Luciano Leyrado - Ricardo (joven)
- Sebastián Pajoni - Patricio (joven)
- Eduardo Narvay - Cacho (joven)
- Miguel Paludi - Padre de Ana
- Elvira Onetto - Madre de Ana
- Marga Rusel - Abuela de Ana
- Joaquín Bonet - Sebastián
- Damiano Berlingieri - Encargado del Club
- Pía Uribelarrea - Prostituta
- Martín Andrade - Comisario
- Walter Balzarini - Farmacéutico
- Noemí Granata - Farmacéutica
- Liz Balut - Secretaria de Ernesto
- Karina Pollaseck - Secretaria de Patricio
- Horacio Del Río - Empleado de Ricardo
- Víctor Catania - Empleado de Disquería

## Premios y nominaciones
Asociación de Cronistas Cinematográficos de la Argentina Premios Cóndor de Plata 1997.
- Juan Leyrado, ganador del premio al Mejor Actor de Reparto.
- Martín Bianchedi, ganador del premio a la mejor música.
- Nominada al premio a la Mejor Película
- Eliseo Subiela, nominado al premio al Mejor Director.
- Darío Grandinetti, nominado al premio al Mejor Actor.
- Soledad Silveyra, nominada al premio a la Mejor Actriz.
- Eliseo Subiela, nominado al premio al Mejor Guion Original.
- Cristina Nigro, nominada al premio a la Mejor Dirección Artística.

Festival Internacional de Cine de Friburgo
- Eliseo Subiela ganador del premio Viajes y Cultura.
- Eliseo Subiela, ganador del premio del Jurado de la Juventud.

Festival de Cine Latinoamericano de Lima 1996
- Ganadora del Primer Premio Elcine

## Comentarios
Sergio Wolff en Film escribió:

«La nostalgia pesa sobre sus personajes que, como es habitual en la obra del director, siguen reflexionando sobre lo que debieron hacer y o pudieron o no quisieron, pero agobia menos -todo debe ser dicho- que en afanes anteriores.»

Jorge García en El Amante del Cine escribió:

«Asombrosa acumulación de clisés y lugares comunes sobre "el carácter de los argentinos".»

La Nación opinó:

«Eliseo Subiela… Va a revivir allí, con humor y ternura, recuerdos muy queridos. Pero también va en busca de alguna clave, una señal que le explique por qué para unos el paso del tiempo es un motivo de tristeza y para otros simplemente una circunstancia que deja su huella en las arrugas o en las canas, pero no pesa en el corazón…Juan Leyrado le presta lo mejor de su sensibilidad de gran actor-… el film muestra dos caras. La de la evocación nostálgica y el retrato actual de los personajes de ayer, colmado de emoción, de sinceridad, de hallazgos expresivos… y el de los desvelos personales del protagonista, sobrecargado de textos poéticos que suelen interponerse en el avance de la acción. Como si hubiera un film de imágenes y otro de palabras; uno conmovedor, elocuente, paradójicamente más poético porque se apoya en sugerencias, en el compromiso emotivo de los intérpretes, en la agudeza de los apuntes, en la lucidez de la observación, en el dulce paladeo de la nostalgia; el otro, más compuesto y menos convincente porque se diría sujeto no a lo que Subiela ve (o siente) sino a lo que Subiela quiere ver....Por suerte, también...resplandece el humor. Un humor muy actual, muy argentino, con algún dejo de irónica amargura, pero humor al fin, que hace falta tenerlo, y mucho, para no entregarse al desánimo y para ser capaz de despabilarse a tiempo, como ordena cariñosamente el título del film..»